# Love (singel av Lana Del Rey)
"Love" är en låt av den amerikanska sångerskan Lana Del Rey. Den gavs ut 18 februari 2017 på skivbolaget Polydor Records och Interscope Records som första singel från hennes kommande studioalbum. Låten är skriven och producerad av Del Rey, Benny Blanco, Emile Haynie och Rick Nowels, med vidare produktion av Kieron Menzies. Den kommande utgåvan antyddes genom affischering i Los Angeles den 17 februari, efter vilket releasedatumet flyttades på grund av läckta versioner av låten på nätet samma dag.